# Christopher Usov
Christopher Usov (* 27. Januar 1995) ist ein estnischer Eishockeyspieler, der seit 2020 beim Segeltorps IF in der drittklassigen schwedischen Hockeyettan spielt.

## Karriere

### Club
Christopher Usov begann seine Karriere als Eishockeyspieler in schwedischen Nachwuchsligen. Er spielte zunächst für den Flemingsberg IK in der J18 Elit, in der er im Frühjahr 2012 Torschützenkönig er Oststaffel wurde, und der J20 Elit, der jeweils zweithöchsten Spielklasse der jeweiligen Altersstufe. 2012 wechselte er zu AIK Ishockey und kam neben seinen Einsätzen in der J18 Elit und der J18 Allsvenskan auch zu einzelnen Spielen in der J20 SuperElit, der höchsten schwedischen Nachwuchsklasse. Ab 2013 wechselte er in schnellem Wechsel die Vereine, wobei er überwiegend in Schweden spielte, aber auch für die Kenai River Brown Bears in der United States Hockey League und Comet Halden in der 1. divisjon, der zweithöchsten norwegischen Spielklasse, auf dem Eis stand. Dabei gelang ihm 2016 mit dem IFK Tumba der Aufstieg aus der viertklassigen Hockeytvåan in die drittklassige Hockeyettan. Seit 2020 spielt er für den Segeltorps IF in der Hockeyettan.

### International
Für Estland spielte Usov erstmals beim Baltic Challenge Cup 2018. Anschließend wurde er bei der Weltmeisterschaft 2019 Division I eingesetzt und erzielte das 2:0 beim 4:1-Erfolg gegen die Niederlande. Zudem vertrat er seine Farben beim Qualifikationsturnier für die Olympischen Winterspiele 2022 in Peking.

## Erfolge und Auszeichnungen
- 2012 Torschützenkönig der Oststaffel der J18 Elit